# Bidoma indivisum
Bidoma indivisum – gatunek kosarza z podrzędu Laniatores i rodziny Biantidae. Jedyny znany przedstawiciel monotypowego rodzaju Bidoma.

## Występowanie
Gatunek wykazany został z wyspy Haiti